# 岳伯仁
岳伯仁（Aidan O'Brien、1969年10月16日—），被香港馬迷、馬經傳媒尊稱為「岳帥」，是一名愛爾蘭練馬師，其哲嗣岳本賢、岳品賢亦是練馬師。

## 生涯
岳伯仁成名於愛爾蘭馬壇，從練前曾奪得愛爾蘭冠軍業餘跳欄賽騎師榮銜。
他是1993/94賽季的愛爾蘭國家障礙賽冠軍練馬師，並在之後的五個賽季中連續奪冠。
岳伯仁自1996年為古摩亞集團效力至今。
2024年，岳伯仁獲選進入英國賽馬名人堂（Hall Of Fame）。
截至2025年，岳伯仁以11次勝利，成為史上最成功的葉森打吡大賽冠軍練馬師。

## 外部連結
- Racing Post – 岳伯仁 （页面存档备份，存于）
- Irish Racing – 岳伯仁 （页面存档备份，存于）